# Salvatore Schillaci
Salvatore „Totò“ Schillaci (* 1. Dezember 1964 in Palermo; † 18. September 2024 ebenda) war ein italienischer Fußballspieler. Besondere Bekanntheit erlangte er dadurch, dass er sechs seiner insgesamt sieben Länderspieltore bei der Fußball-Weltmeisterschaft 1990 in Italien erzielte, was ihm den Goldenen Schuh als bester Torschütze des Turniers sowie die Auszeichnung zum besten Spieler des Turniers einbrachte.

## Leben und Karriere
Sein Profidebüt gab Totò Schillaci in der Saison 1982/83 beim FC Messina in der Serie C2. Nachdem er mit dem sizilianischen Klub zur Saison 1986/87 in die Serie B aufgestiegen und dort 1988/89 mit 23 Treffern Torschützenkönig geworden war, wurde er zur Saison 1989/90 vom Rekordmeister Juventus Turin verpflichtet. Bei der Juve etablierte sich Schillaci unter Dino Zoff auf Anhieb als Stammspieler und gewann mit dem Klub 1989/90 die Coppa Italia sowie den UEFA-Pokal. Mit wettbewerbsübergreifend 21 Toren in 50 Spielen war Schillaci 1989/90 mit Abstand bester Torschütze seiner Mannschaft. Diese Leistungen brachten ihm eine Nominierung für den von Azeglio Vicini zusammengestellten WM-Kader ein.
Mit seinen Toren bei der WM ebnete Schillaci Italien den Weg ins Halbfinale, in dem man im Elfmeterschießen an Argentinien scheiterte. Im Spiel um den dritten Platz gegen England sicherte sich Schillaci in der 85. Minute die Torjägerkrone durch einen zum 2:1-Endstand verwandelten Elfmeter. Schillaci wurde zum besten Spieler des Turniers gewählt.
Im Sommer 1992 wechselte Schillaci zu Inter Mailand, wo seine Leistungen jedoch nachließen. Im Jahr 1994 verließ der Stürmer Italien und wechselte nach Japan zu Júbilo Iwata und wurde der erste Italiener in der J. League. Am Ende der Saison 1997, in der „Totò“ Schillaci mit Júbilo Iwata die J. League gewann, beendete er dort seine Karriere.
Im Mai 2008 kehrte Salvatore Schillaci noch einmal zurück und bestritt das letzte Spiel der Eccellenza Pugliese für Leonessa Altamura, die alle 33 Partien bis dahin verloren hatten. Er konnte den Klub jedoch nicht davor bewahren, auch das letzte Saisonspiel zu verlieren.
Schillaci war in erster Ehe mit Rita Bonaccorso und seit 2012 mit dem Model Barbara Lombardo verheiratet. Er hatte drei Kinder.
Am 18. September 2024 starb Schillaci in Palermo im Alter von 59 Jahren an den Folgen einer Darmkrebserkrankung.

## Erfolge
- Coppa Italia: 1989/90
- UEFA-Pokal: 1989/90, 1993/94
- Torschützenkönig bei der Weltmeisterschaft 1990
- Goldener Ball bei der Weltmeisterschaft 1990
- J1 League (Japanische Meisterschaft): 1997
- Torschützenkönig der Serie B: 1988/89